# Egenhausen
Egenhausen este o comună din districtul Calw, landul Baden-Württemberg, Germania.
1. ↑   http://www.statistik.baden-wuerttemberg.de/BevoelkGebiet/Bevoelkerung/01515020.tab?R=GS235022 Lipsește sau este vid: |title= (ajutor)
2. ↑  GeoNames